# Eveli Brull i Vila
Eveli Brull i Vila (26 de desembre del 1887 - 20 de novembre del 1970) va ser un aparellador, escriptor i compositor català.

## Biografia
Nascut probablement a les Terres de l'Ebre, tenia família a Tivissa i amb setze anys envià a publicar un poema a La Publicidad signant-lo a Tortosa. El 1905 estudiava a l'"Escuela Superior de Industrias" de Cartagena i a l'any següent va començar a donar classes de taquigrafia a l'Ateneu de la ciutat. Cinc anys més tard es titulà a l'Escuela com a pèrit mecànic electricista i va ser nomenat professor del peritatge de taquigrafia de l'Escola Industrial de Cartagena. Estudià a l'Escola d'Enginyers Industrials de Madrid, i els anys 1911-1914 va ser becari de la prestigiosa Residencia de Estudiantes
El 1917 era aparellador d'obres municipals de Cartagena i del 1917 al 1919 s'anunciava a la premsa com a mestre d'obres a la mateixa ciutat murciana. L'1 d'abril del 1922 entrà a treballar a l'ajuntament de Barcelona com a aparellador, i se'n jubilà el 1958 amb la categoria d'oficial de primera qualificat.
En paral·lel a la seva feina a l'Administració Pública, Brull conreà especialment el món de la premsa. Publicà a la revista eròtica i d'espectacles Piripitipi, Semanario Festivo (Barcelona, 1903-1904), i el 1904-1906 era redactor de "La Tierra", de Cartagena. Un cop establert a Barcelona als anys 20 continuà col·laborant a la premsa. Al llarg de tota l'existència de la revista Tivissa (1928-1931), dirigida pel seu cosí Lluís Brull i Cedó, hi publicà regularment una secció a doble pàgina sobre ciència i tecnologia. El 1938, com a redactor de l'agència de notícies "Febus", va demanar l'ingrés a l'Agrupació Professional de Periodistes de l'UGT, als anys 40 col·laborà amb El Correo Catalán. També fou autor de poemes.
Com a compositor, va ser autor de música religiosa i d'algunes sardanes, en versions per a cobla, o instrumentades per a quartet de corda i piano. Sembla que utilitzà el pseudònim Coriolano.

## Obres

### Literatura
- Serra, J.Mª (caricatures); Brull, Eveli (versos). Així som---! Instantànies humorístiques de tota la gent de "El Correo Catalán" amb motiu de les noces de diamant del diari.  Barcelona: [El Correo Catalán], 1951.
- «Amor músico». Música [Madrid], 15-11-1917.
- «El Conde Cheste en Barcelona». Correo de las Artes, nº 17, Ma yo 1959, pàg. 8.
- «Fifí». El cuento decenal [Cartagena], 11-1916.
- «La historia a través de la anécdota. Santiago Ramón y Cajal». Correo de las Artes, nº 13, 23-12-1958, pàg. 6.
- «El Padre Sol». La Luz del Porvenir. Revista de la Sociedad Astronómica de España y América, nº 176, 8-1927, pàg. 127-128.
- Brull, Evelio; Soler, J. Semblanzas.  Barcelona: [El Correo Catalán], 1940.
- «El Tibidabo». Barcelona, suplemento ilustrado de la Gaceta Municipal Barcelona, nº 23, 11-1956, pàg. 412-415. ISSN: 1576-9259.
- Revista Tivissa. (1928-1931): Oració (20 d'agost - 5 setembre 1928); Tríptic a l'amada (5 octubre 1928); A una nena morta (20 novembre 1928)
  - Secció Divulgació científica: Salutació (5.12.1928); Còm funcionen els "thermos" (20.12.1928); El Pare-Sol (5.1.1929); Les progressions aritmètiques i les progressions geomètriques (20.1.1929); La causa que faci fred (20.2.1929); La nomenclatura de la química inorgànica (20.3.1929); L'estabilitat de la bicicleta (20.5.1929); Les malalties de la vinya (20.6.1929, 20.7.1929, 20.8.1929); L'acció de la calor sobre l'organisme (20.9.1929); L'electricitat (20.11.1929); Qué és el quirat (20.12.1929); Aprofitament dels salts d'aigua en les explotacions agrícoles (20.1.1930); Els motors d'explosió (20.3.1930); Errors d'interpretació (20.4.1930); Diáleg amb un átom (20.5.1930); El principi d'Arquímedes (20.6.1930); Els dinamòmetres (20.9.1930); Els sentits: el meu comentari (20.10.1930); Les corones en heràldica (20.12.1930); Ciència en broma (20.3.1931); La màquina que sabia jugar als escacs (20.5.1931); Astronomia (20.6.1931); Geometria (20.7.1931); Els boscos (20.9.1931); L'inventor Maties Balsera (20.10.1931 i 20.11.1931); La meva darrera conversa (20.12.1931)

### Música
- Trio en fa (1927), en quatre moviments[9]
- Música sacra, per a cor, o per a cor i orgue: Acto de adoración; En vuestras manos, mi Dios (1939); Pregària a la Mare de Déu; Salutación a María Santísima; Salve a la Virgen María; Virgen soberana[10]
- Sardanes: L'alegria de Pasqua (1928); La Fira de Santa Creu; La llum dels estels; La nina enjoiada; Rosa de maig (1928); Violetes boscanes[11]